# Ebenhof (Rügland)
Ebenhof ist eine Wüstung auf dem Gemeindegebiet von Rügland im Landkreis Ansbach (Mittelfranken, Bayern).

## Geografie
Die Einöde befand sich inmitten des Ebenwaldes auf einer Höhe von 467 m ü. NHN. Neben dem Hof gehörten noch drei Nebengebäude dazu. Unmittelbar westlich gab es einen kleinen Weiher, den es heute noch gibt. 500 Meter südlich fällt die Ebenleiten gegen das Mettlachbachtal hin ab. Die Gemarkung Ebenhof hatte eine Fläche von knapp 100 ha. Etwa die Hälfte machte das Acker- und Weideland aus. Die zwei Waldgebiete, die sich östlich bzw. nordwestlich daran anschlossen, hatten insgesamt eine Fläche von 44 ha. Die Flur Ebenleiten gehörte zur Gemarkung Ruppersdorf.

## Geschichte
Im Jahre 1242 wurde der Ort als „Zu der Eben“ erstmals urkundlich erwähnt. In dieser Urkunde besiegelten Ludwig und Albert von der Hohenlohe die Übergabe ihrer Güter in diesem und in weiteren Orten an das Kloster Heilsbronn. 1395 kaufte das Kloster drei Tagwerk Wiesen dazu und betrieb dort eine Schäferei. Während des Dreißigjährigen Krieges kam der Hof an die Erben des Grafen Heinrich von Solms, verödete aber noch in den Kriegswirren. Das Anwesen kam in Anschluss in Besitz der Herren von Crailsheim.
Gegen Ende des 18. Jahrhunderts gab es in Ebenhof ein Anwesen. Das Hochgericht übte das brandenburg-ansbachische Hofkastenamt Ansbach aus. Der Ganzhof hatte das Rittergut Rügland der Herren von Crailsheim als Grundherrn. Im Geographischen, statistisch-topographischen Lexikon von Franken (1799) wurde – wahrscheinlich irrtümlicherweise – als Grundherr des Anwesens die Deutschordenskommende Virnsberg angegeben. Von 1797 bis 1808 unterstand der Ort dem Justiz- und Kammeramt Ansbach.
Im Rahmen des Gemeindeedikts wurde Ebenhof dem 1808 gebildeten Steuerdistrikt Rügland und der 1811 gegründeten Ruralgemeinde Rügland zugeordnet. In der freiwilligen Gerichtsbarkeit unterstand das Anwesen von 1820 bis 1848 dem Patrimonialgericht Rügland. Nach 1904 wurde Ebenhof in den amtlichen Verzeichnissen nicht mehr aufgelistet.

## Einwohnerentwicklung
| Jahr      | 001818 | 001836 | 001840 | 001852 | 001861 | 001871 | 001885 | 001900 |
| Einwohner | 10     | 15     | 10     | 20     | 8      | 7      | 6      | 5      |
| Häuser    | 2      | 1      | 2      | 2      |        |        | 1      | 1      |
| Quelle    | [ 10 ] | [ 11 ] | [ 12 ] | [ 13 ] | [ 14 ] | [ 15 ] | [ 16 ] | [ 17 ] |

## Religion
Der Ort war seit der Reformation evangelisch-lutherisch geprägt und ursprünglich nach St. Laurentius gepfarrt. Ab 1839 ist die Pfarrei St. Margaretha zuständig.

## Weblink
- Ebenhof in der Ortsdatenbank des bavarikon, abgerufen am 19. August 2021.